# Monstera molinae
Monstera molinae Croat & Grayum – gatunek wieloletnich, wiecznie zielonych pnączy z rodziny obrazkowatych, pochodzący z obszaru od Kostaryki do środkowej Panamy, zasiedlający lasy deszczowe strefy równikowej.